# Publi Cèler
Publi Cèler (en llatí: Publius Celer) fou un cavaller romà executor (juntament amb el llibert Heli) de la mort de Juni Silà per instigació d'Agripina, mare de Neró, durant el seu primer any del regnat, el 55.